# Karmel Zenderen
De Karmel in het Twentse Zenderen bij Borne is een rooms-katholiek karmelietenklooster van de Broeders van Onze Lieve Vrouw van de Berg Carmel, dat in 1855 gesticht werd vanuit de Karmel Boxmeer.
Van de Zenderense Karmel hangen ook de Karmel-vestigingen in Hengelo (O) en Almelo af. Tot de Zenderense Karmel behoren ook de zusters karmelietessen die in Zenderen in een apart klooster gehuisvest zijn, dat onder de bescherming van de heilige Jozef, voedstervader van Christus, staat.
De paters en broeders karmelieten gaven in Hengelo (O) de aanzet tot de oprichting, professionalisering en grootschalige uitbreiding van het rooms-katholiek middelbaar onderwijs en gymnasium De Grundel. Ook in Oldenzaal werden door de karmelieten middelbare scholen opgericht die alle leergangen en alle niveaus aanboden (Carmel College).
Aan het patersklooster te Zenderen is de parochiekerk van Onze Lieve Vrouw Onbevlekt Ontvangen te Zenderen verbonden.
Van de Zenderense (Twentse) Karmel hangen thans enige tientallen kloosterlingen af.

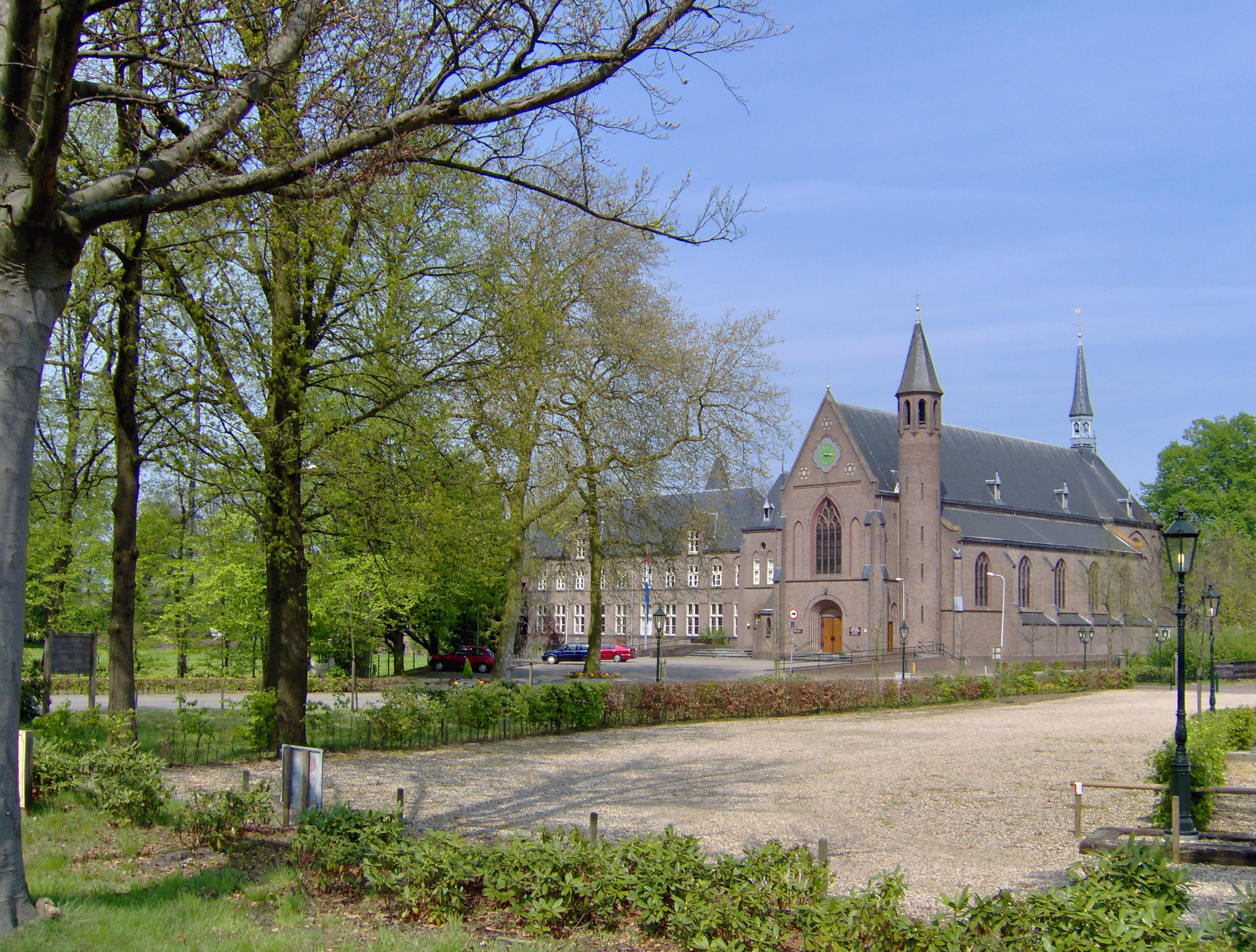
Het Karmelietenklooster te Zenderen met aangrenzend de parochiekerk van Onze Lieve Vrouw Onbevlekt Ontvangen

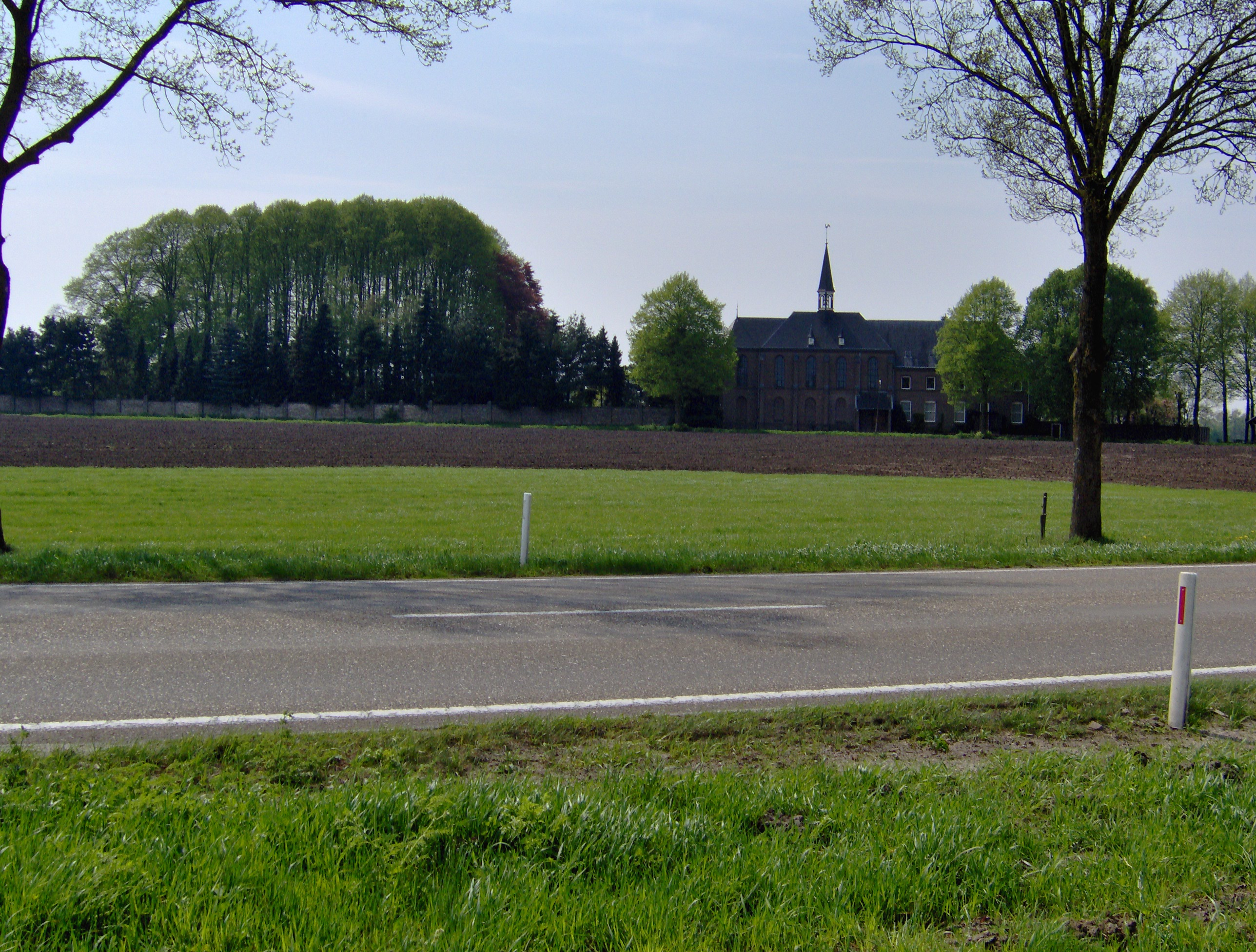
Het Karmelietessenklooster te Zenderen